# Liste der Mätressen der Könige von England
Als Mätresse (franz.: maîtresse = Herrin, Meisterin) bezeichnete man eine öffentlich als solche bekannte Geliebte eines Fürsten, hochrangigen Adligen oder bedeutenden Amtsträgers. In gesellschaftlichen Verhältnissen, wo Ehen vorrangig unter politischen und materiellen Aspekten geschlossen wurden, hatten Männer häufig eine Konkubine („Beischläferin“), die sie, weil das ohnehin unmöglich gewesen wäre, nicht geheim zu halten versuchten, sondern „halb“ legitimierten. Meistens hatten sie zu ihnen eine engere affektive und geistige Beziehung als zu ihrer Gemahlin. Einige fürstliche Mätressen hatten nicht unbedeutenden politischen Einfluss. Der Begriff wurde umgangssprachlich auch als Synonym für „Geliebte“ benutzt, ist in dieser Bedeutung heute aber veraltet. Ein inzwischen ebenfalls historisch gewordenes Synonym ist Favoritin, doch bezeichnet dieser Begriff wohl einen weniger offiziellen Status als den der Mätresse.

## Liste der Mätressen
| Name                                                  | Lebensdaten    | Regent von England bzw. Großbritannien | Nachwuchs                       | Abbildung |
| ----------------------------------------------------- | -------------- | -------------------------------------- | ------------------------------- | --------- |
| Rosamund Clifford                                     | 1150–1176      | Heinrich II. von England               | drei Söhne                      |           |
| Alix von Frankreich, Gräfin von Vexin (gerüchteweise) | 1160–1220      | Heinrich II. von England               | vermutlich ein Kind             |           |
| Catherine, Countess of Salisbury and Isle of Man.     | um 1304–1349   | Eduard III. von England                | keine Angaben                   |           |
| Alice Perrers                                         | 1325–1377      | Eduard III. von England                | zwei Söhne und zwei Töchter     |           |
| Eleonore Talbot                                       | 1435–1468      | Eduard IV. von England                 | ein Sohn                        |           |
| Jane Shore                                            | 1445–1527      | Eduard IV. von England                 | keine Angaben                   |           |
| Elizabeth Blount                                      | 1502–1540      | Heinrich VIII. von England             | ein Sohn                        |           |
| Mary Boleyn                                           | 1500–1543      | Heinrich VIII. von England             | evtl. ein Sohn und eine Tochter |           |
| Lucy Walter                                           | 1630–1658      | Karl II. von England                   | ein Sohn                        |           |
| Barbara Villiers                                      | 1640–1709      | Karl II. von England                   | drei Söhne und drei Töchter     |           |
| Moll Davis                                            | 1648–1700      | Karl II. von England                   | eine Tochter                    |           |
| Nell Gwyn                                             | 1650–1687      | Karl II. von England                   | zwei Söhne                      |           |
| Louise de Kérouaille                                  | 1649–1734      | Karl II. von England                   | ein Sohn                        |           |
| Frances Stewart, Duchess of Richmond and Lennox       | 1647–1702      | Karl II. von England                   | keine Angaben                   |           |
| Catherine Sedley, Countess of Dorchester              | 1657–1717      | Jakob II. von England                  | zwei Söhne und eine Tochter     |           |
| Arabella Churchill                                    | 1648–1730      | Jakob II. von England                  | zwei Söhne und zwei Töchter     |           |
| Elizabeth Douglas, Countess of Orkney                 | 1657–1733      | Wilhelm III. von England               | keine Angaben                   |           |
| Melusine von der Schulenburg                          | 1667–1743      | Georg I. von Großbritannien            | drei Töchter                    |           |
| Amalie Sophie von Wallmoden                           | 1704–1765      | Georg II. von Großbritannien           | ein Sohn                        |           |
| Henrietta Howard, Countess of Suffolk                 | 1688–1767      | Georg II. von Großbritannien           | keine Angaben                   |           |
| Hannah Lightfoot                                      | 1730–1759/1768 | Georg III. von Großbritannien          | ein Sohn und zwei Töchter       |           |
| Mary Robinson                                         | 1757–1800      | Georg IV. von Großbritannien           | keine Angaben                   |           |
| Anna Maria Crouch                                     | 1763–1805      | Georg IV. von Großbritannien           | keine Angaben                   |           |
| Elizabeth Conyngham, Marchioness Conyngham            | 1769–1861      | Georg IV. von Großbritannien           | keine Angaben                   |           |
| Frances Villiers, Countess of Jersey                  | 1753–1821      | Georg IV. von Großbritannien           | keine Angaben                   |           |
| Grace Elliott                                         | 1754–1823      | Georg IV. von Großbritannien           | eine Tochter (?)                |           |
| Henrietta Frances Spencer                             | 1761–1821      | Georg IV. von Großbritannien           | keine Angaben                   |           |
| Isabella Seymour-Conway                               | 1759–1834      | Georg IV. von Großbritannien           | keine Angaben                   |           |
| Dorothea Jordan                                       | 1761–1816      | Wilhelm IV. von Großbritannien         | fünf Söhne und fünf Töchter     |           |
| Lillie Langtry                                        | 1853–1929      | Eduard VII. von Großbritannien         | eine Tochter                    |           |
| Jeanette (Jennie) Churchill                           | 1854–1921      | Eduard VII. von Großbritannien         | keine Angaben                   |           |
| La Belle Otéro                                        | 1868–1965      | Eduard VII. von Großbritannien         | keine Angaben                   |           |
| Sarah Bernhardt                                       | 1844–1923      | Eduard VII. von Großbritannien         | keine Angaben                   |           |
| Valerie, Lady Meux                                    | 1852–1910      | Eduard VII. von Großbritannien         | keine Angaben                   |           |
| Daisy Greville, Countess of Warwick                   | 1861–1938      | Eduard VII. von Großbritannien         | keine Angaben                   |           |
| Agnes Keyser                                          | 1869–1941      | Eduard VII. von Großbritannien         | keine Angaben                   |           |
| Catherine Walters                                     | 1839–1920      | Eduard VII. von Großbritannien         | keine Angaben                   |           |
| Alice Keppel                                          | 1869–1947      | Eduard VII. von Großbritannien         | evtl. eine Tochter              |           |
| Gladys Marie Deacon                                   | 1881–1977      | Eduard VII. von Großbritannien         | keine Angaben                   |           |
| Freda Dudley Ward                                     | 1894–1983      | Eduard VIII. von Großbritannien        | keine Angaben                   |           |
| Thelma Furness, Viscountess Furness                   | 1904–1970      | Eduard VIII. von Großbritannien        | keine Angaben                   |           |